# Международная федерация тяжёлой атлетики
Международная федерация тяжёлой атлетики (ИВФ, от англ. International Weightlifting Federation — IWF) — международная организация, занимающаяся проведением соревнований по тяжёлой атлетике.
На конец 2022 года членами организации являлись национальные тяжелоатлетические федерации 193 стран мира. Штаб-квартира ИВФ и её европейского отделения находится в Лозанне. Официальными языками организации являются английский, французский, испанский и русский, но так как устав ИВФ написан на английском, то все спорные вопросы обсуждаются только на этом языке, чтобы стороны спора могли ссылаться на устав.
Текущее руководство организацией осуществляет Бюро организации, в которое входят президент, 6 вице-президентов, генеральный секретарь-казначей и ещё 8 членов организации. Наиболее важные решения принимает верховный орган — ежегодный конгресс ИВФ.

## История
Первая попытка создания международной организации, под эгидой которой проводились бы все мировые и континентальные чемпионаты по тяжёлой атлетике, была предпринята в 1905 году, но она так и не увенчалась успехом. В 1912 году состоялся I Международный конгресс по тяжёлой атлетике, на котором было принято решение о создании Всемирного союза тяжелоатлетов. Процесс создания этой организации затянулся и был прерван Первой мировой войной.
Только в 1920 году была создана Международная федерация тяжелоатлетов (ФИХ, от фр. Federation International Halterophile — FIH). С 1949 по 1968 годы она носила название Международная федерация тяжёлой атлетики и культуризма (ФИХК). В дальнейшем с образованием самостоятельной Международной федерации бодибилдинга (ИФББ, от англ. International Federation of Body-Builders — IFBB) организации было возвращено название ФИХ, а в 1972 году она получила современное название ИВФ.
Союз Советских Социалистических Республик (CCCP) присоединился к ФИХ в 1946 году, а Россия в лице Федерации тяжёлой атлетики России (ФТАР) стала членом ИВФ в 1992 году.
Имеет Зал славы.

## Президенты ИВФ
| №   | Годы       | Президент               | Страна                  |
| --- | ---------- | ----------------------- | ----------------------- |
| 1.  | 1905—1912  | Комиссия без президента | Комиссия без президента |
| 2.  | 1912—1920  | Петер Татич             | Венгрия                 |
| 3.  | 1920—1923  | Жюль Россе              | Франция                 |
| 4.  | 1923—1924  | Джим Линден             | Нидерланды              |
| 5.  | 1924—1937  | Жюль Россе              | Франция                 |
| 6.  | 1937—1941  | Джим Линден             | Нидерланды              |
| 7.  | 1941—1946  | Должность вакантна      | Должность вакантна      |
| 8.  | 1946—1952  | Жюль Россе              | Франция                 |
| 9.  | 1952—1952  | Диттрих Уортман         | США                     |
| 10. | 1952—1960  | Бруно Ниберг            | Финляндия               |
| 11. | 1960—1972  | Кларенс Джонсон         | США                     |
| 12. | 1972—2001  | Готтфрид Шёдль          | Австрия                 |
| 13. | 2001—2020  | Тамаш Аян               | Венгрия                 |
| 14. | 2020—2020  | и.о. Урсула Папандреа   | США                     |
| 15. | 2020—2022  | и.о. Майкл Ирани        | Великобритания          |
| 16. | 2022—н. в. | Мохаммед Джалуд         | Ирак                    |